# Толмин
Толмин (на словенски: Tolmin) е град в Словения, регион Горишка. Административен център на община Толмин. Според Националната статистическа служба на Република Словения през 2015 г. градът има 3461 жители.

## Побратимени градове
- Викио, Италия

## Личности

### Родени в града
- Пино Боси (1933) – италиански писател, историк
- Цирил Космач (1910 – 1980) – словенски писател
- Карел Лаврич (1818 – 1876) – словенски политик
- Джианкарло Мовиа (1937) – италиански философ
- Иван Прегел (1883 – 1960) – словенски писател
- Йожко Шавли (1943) – словенски писател, историк
- Ян Цвиткович (1966) – словенски режисьор, сценарист, археолог
- Иван Чарго (1898 – 1958) – словенски художник, илюстратор, сценограф, карикатурист